# Chiesa Presbiteriana e Riformata in Italia
La Chiesa Presbiteriana e Riformata in Italia - CPRI - è una denominazione presbiteriana e riformata in Italia, costituita nel 2022 dall'unione delle missioni della Chiesa Presbiteriana in America e delle Chiese Riformate Unite in Nord America presenti nel Paese.

## Storia

### Chiesa riformata Filadelfia
Il presbiterianesimo fu fondato in Italia dalla Chiesa di Scozia, che fondò congregazioni nel paese nel XX secolo. Tuttavia, le sue congregazioni celebrano funzioni religiose in inglese, il che fa sì che i suoi membri siano prevalentemente immigrati scozzesi in Italia.
Nel 2001, Andrea Ferrari, fino ad allora Battista Riformato e pastore della Chiesa Cristiana Evangelica “Sola Grazia” di Caltanissetta, venne contattato da un gruppo di cristiani di Milano e Napoli che aderivano alla Teologia Riformata e volevano iniziare a fondare una nuova chiesa a Nova Milanese. Nel dicembre 2001 si tenne il primo servizio della nuova congregazione.
Nel luglio 2002, il pastore Ferrari si trasferì in Lombardia per servire il gruppo di credenti di New Milanese e nel dicembre 2003 venne formalmente fondata la Chiesa Battista Riformata Filadelfia.
Nel 2009, il pastore Ferrari iniziò a dissentire dal congregazionalismo e dal credobattesimo, adottando la teologia pedobattista e presbiteriana. In seguito l'intera congregazione adottò la stessa dottrina. Da allora la congregazione si è unita alle Chiese riformate unite del Nord America ed è ora nota come Chiesa riformata di Filadelfia.

### Chiesa Riformata di Perugia
Nel 2014 anche un gruppo di cristiani di Perugia abbracciò la Teologia Riformata e contattò il pastore Andrea Ferrari. Nel 2016 si è tenuta una conferenza a Perugia e alcuni residenti sono stati accolti come membri della Chiesa riformata di Filadelfia. Questi membri formarono una congregazione, che cominciò a ricevere la visita trimestrale del pastore Andrea Ferrari.
Nel 2018, il Rev. Michael Brown assunse la carica di pastore della Philadelphia Reformed Church, consentendo al Pastore Andrea Ferrari di guidare la congregazione di Perugia, che passò anche sotto la supervisione delle Chiese riformate unite nel Nord America.

### Missione della Chiesa presbiteriana in America
Nel 2008, la Calvary Presbyterian Church di Greenville, affiliata alla Presbyterian Church in America (PCA), iniziò a fondare una chiesa a Viterbo sotto la guida del pastore Michael Cuneo. Anni dopo, il missionario si trasferì nei pressi del lago Trasimeno, dove la chiesa venne ribattezzata Chiesa Riformata del Trasimeno.
Dopo il 2019 è stata fondata una seconda chiesa a Lecce, chiamata Chiesa Presbiteriana Pedra Viva.

### Unione delle chiese
Nel 2022, la Chiesa riformata Filadelfia (Nova Milanese), la Chiesa riformata di Perugia, la Chiesa presbiteriana Living Stone (Lecce) e la Chiesa riformata del Trasimeno si sono unite per formare la Chiesa presbiteriana e riformata in Italia.
Nel 2024, secondo un rapporto della Agenzia Presbiteriana per le Missioni Transculturali, la Chiesa riformata Filadelfia contava 50 membri e 2 anziani.

## Dottrina
In quanto denominazione fondata dalle missioni della Chiesa presbiteriana in America e delle Chiese riformate unite nel Nord America, l'CPRI è una denominazione conservatrice. Aderisce ufficialmente al Credo degli Apostoli, al Credo niceno-costantinopolitano, al Credo di Atanasio, alla Definizione di Calcedonia, alla Confessione di fede di Westminster, al Catechismo maggiore di Westminster, al Catechismo minore di Westminster, alla Confessione di fede belga, al Catechismo di Heidelberg, ai Canoni di Dordrecht e non pratica l'ordinazione delle donne.

## Relazioni inter-ecclesiali
Le chiese membro della Chiesa presbiteriana e riformata in Italia sono imparentate con la Chiesa libera di Scozia. e con il Chiesa Presbiteriana in Italia, nata da una missione dell'Agenzia Presbiteriana per le Missioni Transculturali, della Chiesa Presbiteriana del Brasile.